# Kühungerquelle
Koordinaten: 49° 20′ 7,5″ N, 8° 5′ 32,7″ O
Die Kühungerquelle ist eine gefasste Quelle, die in einer Höhe von 526,4 m am Nordwesthang des Gipfels der Hohen Loog, einem Berg in der Haardt als Mittelgebirgszug am Ostrand des Pfälzerwalds, entspringt. Sie liegt in der Waldgemarkung der kreisfreien Stadt Neustadt an der Weinstraße in Rheinland-Pfalz.

## Beschreibung
Die geologische Formation des Buntsandsteins an der Hohen Loog zeichnet sich einerseits durch viele Klüfte und Spalten aus, über die Niederschlagswasser rasch in die Tiefe gelangt. Anderseits nimmt das Gestein selbst in seinen Poren ebenfalls große Mengen an Wasser auf. An dünnen grundwasserstauenden, schluff- und tonreichen Gesteinsschichten sowie an Klüften und Verwerfungen tritt das Grundwasser dann in Quellen wieder zutage. Die Wasserführung schwankt aufgrund der Höhenlage und wegen des kleinen Einzugsgebiets erheblich, so dass die Quelle in an Niederschlägen armen Perioden oft trockenfällt. Die Wassermenge reicht nicht aus, um einen Bach in das Kaltenbrunner Tal zum Kaltenbrunnertalbach zu speisen. Das Quellwasser versiegt schon in der nahen Umgebung. Der Quellsumpf ist als geschützter Bereich im Biotopkataster des Landes Rheinland-Pfalz unter dem Objektnamen BT-6614-0001-2011 eingetragen. Hier sind das Vorkommen der heimischen Orchideenart Geflecktes Knabenkraut und des Königsfarns bedeutsam.

## Geschichte
Die Quelle diente Ende des 18. Jahrhunderts als Viehtränke der auf die Waldweide getriebenen Rinder der Hambacher Bauern. Der Viehbestand wurde damals auf etwa 350 Tiere geschätzt. Hieraus resultiert der Name der Quelle. Im Jahr 1909 wurde die Quelle gefasst und seitdem mehrfach von der Ortsgruppe Hambach des Pfälzerwald-Vereins saniert. Für das im Jahr 1921 eröffnete Hohe-Loog-Haus lieferte die Quelle das für die Bewirtschaftung notwendige Wasser, das anfangs mühsam in Eimern hinauf getragen wurde. Im Jahr 1999 wurde die gesamte Quellanlage mit Rastplatz von der Ortsgruppe Hambach des Pfälzerwaldvereins mit Unterstützung der Versicherungskammer Bayern und des Forstamtes Haßloch-Neustadt komplett saniert.

## Zugang und Wandern
Die Quelle kann über markierte Wanderwege des Pfälzerwald-Vereins vom Hahnenschritt über den Bildbaum  oder auch vom Speierheld aus erreicht werden. Ein Aufstieg kann auch von der Kaltenbrunnerhütte im Kaltenbrunner Tal erfolgen. Lokale Themenwanderwege, wie die Loog Loops und der Quellenwanderweg führen an der Quelle vorbei. Nahe der Quelle befindet sich ein Rastplatz mit Tisch und Bänken. Von der Quelle führt ein schmaler Wanderpfad direkt zur Hohen Loog mit dem Hohe-Loog-Haus.